# Dendronephthya bonnieri
Dendronephthya bonnieri is een zachte koraalsoort uit de familie Nephtheidae. De koraalsoort komt uit het geslacht Dendronephthya. Dendronephthya bonnieri werd in 1960 voor het eerst wetenschappelijk beschreven door Verseveldt. 